# Avia Sports
El Avia Sports es un equipo de fútbol de la República Centroafricana que juega en la Tercera División de la República Centroafricana, cuarta categoría de fútbol en el país.

## Historia
Fue fundado en el año 1975 en la capital Bangui y llegó a jugar en la década de los años 1980s en el Campeonato de fútbol de la República Centroafricana, en la cual permaneció hasta 1989 y siempre estuvo en los últimos lugares de la tabla escapando del descenso. Su mayor logro ha sido ganar la Copa de la República Centroafricana en 1983.
A nivel internacional han participado en la Recopa Africana 1984,en donde fueron eliminados en la primera ronda por el Canon Yaoundé de Camerún.

## Palmarés
- Copa de la República Centroafricana: 1

1983

## Participación en competiciones de la CAF
| Temporada | Torneo                   | Ronda      | Club          | Casa | Visita | Global |
| --------- | ------------------------ | ---------- | ------------- | ---- | ------ | ------ |
| 1984      | African Cup Winners’ Cup | Preliminar | GD Lage       | 0-0  | w/o    | 2-0    |
| 1984      | African Cup Winners’ Cup | 1          | Canon Yaoundé | 1-1  | 0-3    | 1-4    |